# 多摩大橋
多摩大橋（たまおおはし）は、多摩川に架かる東京都道59号八王子武蔵村山線の橋である。左岸が東京都昭島市、右岸は東京都八王子市となる。1966年（昭和41年）開通の右岸方面行きの橋と、その上流側に2007年（平成19年）開通の左岸方面行きの橋が並列する。以下、本項では1966年開通の橋を既設橋、2007年開通の橋を新設橋と呼ぶ。

## 拡幅計画
1966年に既設橋開通。両方向各1車線であったが、多摩地域南西部と北東部を連絡する重要路線であり、周辺の市街化が進むと交通量は3万台を越え、慢性的な渋滞が生じた。歩道幅員が0.7 mと狭く、歩行者の安全確保も求められた。この状況を改善するため、既設橋の上流に新設橋を併設する拡幅事業が計画された。新設橋は2007年に完成。既設橋は補強と歩道の設置が行われ、2010年8月10日に全面完成した。

## 構造

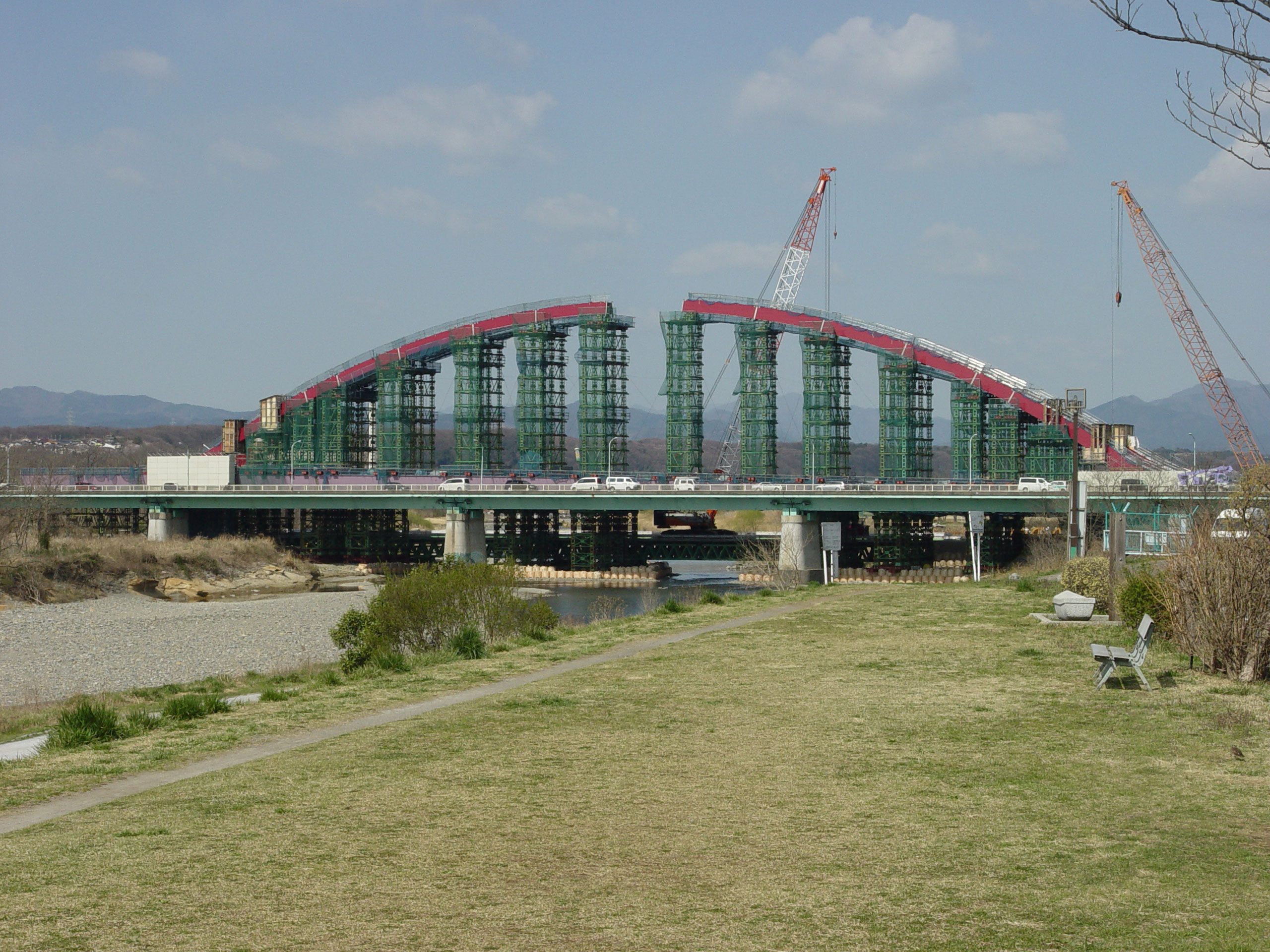
建設中の新設橋。手前は既設橋

既設橋は橋長約460 mで、約50 m × 9径間で構成される。河川管理施設等構造令により、新設橋の橋脚も既設橋の橋脚に沿った位置に限定された。主径間を100 mと150 mとで検討した結果、施工時の経済性と河川への影響の少なさから、150 mとして澪筋を避ける案が採用された。主径間は鉛直ケーブルを使用したバスケットハンドル型ローゼ橋を採用。一般部径間と主径間の比率が1:3と大きく、端支点の負反力と応力アンバランスが生じるがこの問題はアーチによる補剛で解決した。桁高は2.4 mで統一された。将来的に既設橋を新設橋と同様の形式に架け替えることを考慮し、ライズは構造上決定される比率より若干低い1/7.5とした。下路式補剛アーチ橋の連続径間長は日本最長で、2007年度に土木学会田中賞を受賞している。

## 近隣の橋
- 多摩川
  - （上流） - 拝島橋 - JR八高線多摩川橋梁 - 多摩大橋 - JR中央線多摩川橋梁 - 立日橋 -（下流）

## 築地の渡し
築地の渡し（ついじのわたし）は、かつて多摩大橋付近にあった多摩川の渡し船。多摩大橋の下流約300mの多摩川左岸堤防上（昭島市宮沢町三丁目）にある福島第五児童遊園内に「築地の渡し跡」の碑がある。